# Världsmästerskapen i bordtennis 1957
Världsmästerskapen i bordtennis 1957 spelades i Stockholm under perioden 7-15 mars 1957.

## Medaljörer

### Lag
| Disciplin            | Guld                                                                  | Silver                                                                       | Brons                                                                                           |
| Herrarnas lagtävling | Japan Toshihiko Miyata Ichiro Ogimura Toshiaki Tanaka Keisuke Tsunoda | Ungern Zoltán Berczik Laszlo Foldy Elemer Gyetvai Miklos Peterfy Ferenc Sidó | Kina Fu Qifang Hu Bingquan Jiang Yongning Wang Chuanyao Zhuang Jiafu                            |
| Herrarnas lagtävling | Japan Toshihiko Miyata Ichiro Ogimura Toshiaki Tanaka Keisuke Tsunoda | Ungern Zoltán Berczik Laszlo Foldy Elemer Gyetvai Miklos Peterfy Ferenc Sidó | Tjeckoslovakien Ivan Andreadis Ladislav Štípek Vaclav Tereba František Tokár Ludvik Vyhnanovsky |
| Damernas lagtävling  | Japan Fujie Eguchi Taeko Namba Tomie Okawa Kiiko Watanabe             | Rumänien Maria Polopenta Angelica Rozeanu Ella Zeller                        | Kina Qiu Zhonghui Sun Meiying Ye Peiqiong                                                       |

### Individuellt
| Disciplin   | Guld                           | Silver                         | Brons                            |
| Herrsingel  | Toshiaki Tanaka                | Ichiro Ogimura                 | Heinz Schneider                  |
| Herrsingel  | Toshiaki Tanaka                | Ichiro Ogimura                 | Ivan Andreadis                   |
| Damsingel   | Fujie Eguchi                   | Ann Haydon                     | Kiiko Watanabe                   |
| Damsingel   | Fujie Eguchi                   | Ann Haydon                     | Ella Zeller                      |
| Herrdubbel  | Ivan Andreadis Ladislav Štípek | Ichiro Ogimura Toshiaki Tanaka | Toshihiko Miyata Keisuke Tsunoda |
| Herrdubbel  | Ivan Andreadis Ladislav Štípek | Ichiro Ogimura Toshiaki Tanaka | Elemer Gyetvai Ferenc Sidó       |
| Damdubbel   | Livia Mosoczy Agnes Simon      | Ann Haydon Diane Rowe          | Angelica Rozeanu Ella Zeller     |
| Damdubbel   | Livia Mosoczy Agnes Simon      | Ann Haydon Diane Rowe          | Helen Elliot Maria Golopenta     |
| Mixeddubbel | Ichiro Ogimura Fujie Eguchi    | Ivan Andreadis Ann Haydon      | Keisuke Tsunoda Taeko Namba      |
| Mixeddubbel | Ichiro Ogimura Fujie Eguchi    | Ivan Andreadis Ann Haydon      | Ludvik Vyhnanovsky Helen Elliot  |

### Fotnoter
1. ↑  ”World Championships Results”. ITTF Museum. Arkiverad från originalet den 11 maj 2012. https://web.archive.org/web/20120511103023/http://www.ittf.com/museum/results/WorldChresults.html. Läst 7 april 2012.
2. ↑  ”ITTF Statistics”. ittf.com. Arkiverad från originalet den 4 mars 2016. https://web.archive.org/web/20160304002011/http://www.ittf.com/ittf_stats/All_events4.asp?Competition_ID=28. Läst 7 april 2012.